# Паатсалу
Па́атсалу (эст. Paatsalu) — деревня в волости Ляэнеранна уезда Пярнумаа, Эстония. 
До административной реформы местных самоуправлений Эстонии 2017 года входила в состав волости Варбла.

## География и описание
Расположена в 46 км к северо-западу от уездного центра — города Пярну, и в 18 км к югу от волостного центра — города Лихула. Высота над уровнем моря — 7 метров.
Климат умеренный. Официальный язык — эстонский. Почтовый индекс — 88204.

## Население
По данным переписи населения 2021 года, в Паатсалу проживали 59 человек, из них 56 (94,9 %) — эстонцы.
По данным переписи населения 2011 года, в деревне проживали 65 человек, из них 64 (98,5 %) — тонцы]]. 
Численность населения деревни Паатсалу:
| Год  | 1959 | 1970 | 1979  | 1989 | 2000 | 2011 | 2021 |
| ---- | ---- | ---- | ----- | ---- | ---- | ---- | ---- |
| Чел. | 17   | ↘ 14 | ↗ 104 | ↘ 87 | ↘ 66 | ↘ 65 | ↘ 59 |

## История
В источниках 1446 года упоминается Patzell, 1478 года — Patsell (вакус), 1798 года — Patsallo, Patzal (деревня и мыза).
На военно-топографических картах Российской империи (1846–1863 годы), в состав которой входила Эстляндская губерния, обозначены деревня Патсаль и мыза Патсаль.
Мыза Патцаль (нем. Patzal, Паатсалу, эст. Paatsalu mõis) возникла в конце XVI — начале XVIII века, её отделили от мызы Паденорм (нем. Padenorm,  Паадрема, (эст. Paadrema mõis). Рядом с мызой находилась самостоятельная деревня, получившая название Патсаль (позже — Паатсалу). В 1920 годах на землях мызы возникло поселение Паатсалу, которое в 1939 году объединили с деревней Паатсалу и назвали деревней Кивисте (эст. Kiviste); в 1977 году она была переименована в деревню Паатсалу. Старая деревня Патсаль в результате административно-территориальной реформы 1977 года вошла в состав деревни Тамба (эст. Tamba), в 1997 году она вновь стала частью деревни Паатсалу. В 1977 году с деревней Паатсалу были объединены деревни Иллусте (эст. Illuste), Метсакюла (эст. Metsaküla, в 1938 году упоминается как Метса (эст. Metsa)) и Вийра (эст. Viira).

## Достопримечательности
На территории деревни расположена бывшая мыза Иллюсте (Иллусте). Главное здание мызы является памятником архитектуры и внесено в Государственный регистр памятников культуры Эстонии.

## Происхождение топонима
Начальная часть названия деревни, возможно, происходит от эстонского слова ‘paas’ («известняк», «плитняк»), окончание — от слова ‘salu’ («роща»).